# Christiane Mercelis
Christiane Mercelis (5 de octubre de 1931 - 14 de junio de 2024) fue una jugadora de tenis belga. Fue activa desde 1947 hasta 1969 y ganó 47 títulos individuales en su carrera. Mercelis falleció el 14 de junio de 2024, a la edad de 92 años.

## Carrera
En 1949, Mercelis ganó el torneo individual femenino de Wimbledon en la categoría juvenil. Compitió todos los años en Wimbledon entre 1951 y 1968, y en el Abierto de Francia entre 1952 y 1965. En el Abierto de Francia, alcanzó los cuartos de final en 1957.
Sus principales logros internacionales en torneos individuales incluyen ganar dos veces el Campeonato del Sur de Francia (1956-1957), el Campeonato del Club Carlton de Cannes (1957), el Trofeo Raqueta de Oro (1957), el Campeonato Internacional de Interior de Moscú dos veces (1958-1959), el Campeonato de Canchas Cubiertas de Francia (1958), el Campeonato de Canchas Cubiertas de Alemania (1959), el Campeonato Internacional de Bélgica tres veces (1959-1960, 1964), el Campeonato de Kent (1960), el Torneo de Amersfoort y el Campeonato del Club Gallia de Cannes (1961), el Campeonato Internacional de Le Touquet (1963) y el Internacional de Knokke Le-Zoute dos veces (1961, 1964).
Mercelis jugó para Bélgica en la Copa Billie Jean King desde 1963 hasta 1964 y desde 1966 hasta 1969, perdiendo los cinco partidos individuales y ganando dos de sus ocho partidos de dobles. Es la jugadora de mayor edad en haber jugado para Bélgica, con 37 años y 231 días en su último partido de dobles contra Sudáfrica el 24 de mayo de 1969, el cual ganó en pareja con Michele Kahn.
Además, ganó el Campeonato Nacional de Interior de Bélgica (cerrado solo para jugadores belgas) 13 veces consecutivas (1956-1968), así como 14 títulos de dobles femeninos y 16 títulos de dobles mixtos, de los cuales 13 fueron junto a Jacky Brichant. También ganó el evento individual del Campeonato Nacional de Bélgica (cerrado) 12 veces (1951, 1953-1961, 1963-1964, 1966).

## Otros títulos

### Dobles
- 1955: Roma
- 1957: Niza, Amberes
- 1960: Knokke, Gstaad
- 1961: Bruselas, Amberes, Ámsterdam, Hilversum
- 1962: Bremen, Cannes, Niza
- 1963: Ostende
- 1964: Knokke, Menton

- 1965: Knokke - 1968: Ostende

## Cronograma de torneos de Grand Slam individuales
| G | F | SF | CF | #R | RR | Q# | DNQ | A | NH |

(G) ganador; (F) finalista; (SF) semifinalista; (CF) cuartofinalista; (#R) rondas 4, 3, 2, 1; (RR) round-robin; (Q#) ronda de clasificación; (NC) no calificó; (A) ausente; (NS) no sostenido; (PA) porcentaje de acertamiento (eventos ganados / competido); (V–D) récord de victorias y derrotas.
| Torneo                    | 1951  | 1952  | 1953  | 1954  | 1955  | 1956  | 1957  | 1958  | 1959  | 1960  | 1961  | 1962  | 1963  | 1964  | 1965  | 1966  | 1967  | Carrera SR |
| ------------------------- | ----- | ----- | ----- | ----- | ----- | ----- | ----- | ----- | ----- | ----- | ----- | ----- | ----- | ----- | ----- | ----- | ----- | ---------- |
| Campeonato de Australia   | A     | A     | A     | A     | A     | A     | A     | A     | A     | A     | A     | A     | A     | A     | A     | A     | A     | 0 / 0      |
| Campeonato de Francia     | A     | A     | A     | A     | A     | A     | A     | A     | A     | A     | A     | A     | A     | A     | A     | A     | A     | 0 /0       |
| Wimbledon                 | 1R    | 2R    | 3R    | 4R    | 4R    | 1R    | 2R    | 4R    | 3R    | 2R    | 2R    | 1R    | 2R    | 3R    | 2R    | 2R    | 1R    | 17 / 17    |
| Abierto de Estados Unidos | A     | A     | A     | A     | A     | A     | A     | A     | A     | A     | A     | A     | A     | A     | A     | A     | A     | 0 / 0      |
| SR                        | 0 / 1 | 0 / 1 | 0 / 1 | 0 / 1 | 0 / 1 | 0 / 1 | 0 / 1 | 0 / 1 | 0 / 1 | 0 / 1 | 0 / 1 | 0 / 1 | 0 / 1 | 0 / 1 | 0 / 1 | 0 / 1 | 0 / 1 | 1 / 12     |